# Héctor Iñigo Carrera
Héctor Iñigo Carrera (Buenos Aires, 9 de agosto de 1905 - Vicente López, 19 de marzo de 1968) fue un dirigente político, escritor e historiador argentino. Sirvió tres mandatos como concejal por la Capital Federal, en los años 1932-1936, 1936-1940 y 1960-1962, y un mandato como diputado nacional entre los años 1942-1943. 

## Biografía
Héctor Iñigo Carrera nació en la Ciudad de Buenos Aires en el año 1905 como hijo de Segundo Iñigo Carrera y de Victoria Tomasa Marnoni. Su padre fue uno de los principales impulsores del Sindicato de Empleados de Comercio y dirigente del Partido Socialista. 
Estudió en el Colegio Cristóbal Colón de la Capital Federal pero debido a la enfermedad de su padre y a la necesidad de trabajar como empleado de comercio, se vio obligado a interrumpir su educación formal, por lo que optó por seguir aprendiendo pero de forma autodidacta. A los 18 años, junto a sus hermanos, fundó la agrupación juvenil “Esteban Echeverría” en Palermo. Cuando cumplió 21, ya formaba parte del Comité Central de la Confederación Juvenil Socialista. En 1926 se afilió al Partido Socialista, destacándose rápidamente como un hábil orador. Pronto fue elegido miembro del Comité Ejecutivo Nacional del Partido, siendo reelegido en múltiples ocasiones, e integró junto a Mario Bravo la Comisión de Estatutos. En 1936 ejerció de secretario general interino del partido y, posteriormente, participó como secretario de la Comisión Reformadora del Estatuto. Durante más de diez años, se desempeñó como redactor de La Vanguardia.
Durante la dictadura del general José Félix Uriburu fue encarcelado en la Penitenciaría Nacional. En el año 1932 fue electo como concejal de la Capital Federal, cargo para el que fue reelegido en 1936. Allí integró las comisiones de Tráfico y Transporte y de Concesiones de Servicios Públicos. Su labor parlamentaria fue reconocida a través de interpelaciones y debates sobre la Corporación del Transporte, la Compañía Argentina de Electricidad y la Compañía Italo Argentina de Electricidad, además del control de tarifas. Su propuesta respecto a las concesiones de surtidores de nafta en la capital tuvo un impacto a nivel nacional en 1932, tema que abordó en su libro En defensa del petróleo nacional. También fue el impulsor de la ordenanza que creó la Escuela Municipal “Manuel Belgrano” para aprendices de los talleres del Municipio, elevando su nivel de formación al ámbito teórico-práctico; dicha escuela funcionó desde 1941. Representó a la Comisión de Servicios Públicos y Obras Públicas en el Congreso de Municipios celebrado en La Habana (Cuba) en 1938, donde defendió las autonomías municipales y se opuso a tarifas excesivas en los servicios públicos. En el Congreso de Ciudades en Santiago de Chile en 1941, recibió un voto de aplauso por su labor interamericana en este ámbito.
En las elecciones legislativas del año 1942 fue electo como diputado nacional por la Capital Federal, en representación del Partido Socialista. Allí fue designado secretario de la Comisión de Asuntos Municipales de la Cámara de Diputados y también formó parte de la Comisión Investigadora de la Corporación de Transportes. Terminó su mandato como diputado luego del golpe de Estado del 4 de junio de 1943. 
Se destacó como un fuerte opositor a las dictaduras militares de los generales Pedro P. Ramírez y Edelmiro Farrell y tuvo un rol destacado en la conformación de la Unión Democrática. Fue candidato a diputado nacional en los años 1946, 1948 y 1951 pero no fue electo en ninguna de las tres oportunidades. Durante los años del peronismo, Iñigo Carrera también resultó un gran opositor al gobierno de Juan Domingo Perón. 
Apoyó la Revolución Libertadora en 1955. Durante la división del socialismo en 1958, Iñigo Carrera tomó partido por Alfredo Palacios, Alicia Moreau de Justo y Carlos Sánchez Viamonte e integró el Partido Socialista Argentino, por el que fue electo concejal de la Capital Federal en el año 1960. En 1961 fundó el Movimiento Socialista Principista que se escindió del PSA luego de disputas internas y que era liderado por Iñigo Carrera. 
Héctor Iñigo Carrera falleció el 19 de marzo de 1968 en Vicente López. 